# Совет по международным отношениям
Сове́т по междунаро́дным отноше́ниям (англ. Council on Foreign Relations, CFR) — частная американская организация в сфере международных связей.
Основана в 1921 году, располагается в Нью-Йорке, на углу 68-й улицы и Парк-авеню, есть дополнительное бюро в Вашингтоне, округ Колумбия. Совет является наиболее мощной частной организацией по влиянию на внешнюю политику Соединённых Штатов.
Раз в два месяца выпускает журнал Форин афферс.
Имеет обширный веб-сайт, включая ссылки на его мозговой центр, программы исследований Дэвида Рокфеллера, другие программы и проекты, публикации, историю, биографии известных руководителей и других членов совета директоров, корпоративных членов, пресс-выпуски.
У истоков организации (1916 год) стояли Пол Варбург, помощник президента Вудро Вильсона, «полковник» Хауз и др.

## История с момента создания до 1945 года
К концу Первой мировой войны была собрана группа примерно из 150 ученых, включая ближайшего советника и давнего друга президента Вудро Вильсона «полковника» Эдварда М. Хауса, а также Уолтера Липпмана, под названием «The Inquiry», с целью информирования Вильсона о вариантах послевоенного мира после поражения Германии:13-14. Команда подготовила более 2000 документов, детализирующих и анализирующих политические, экономические и социальные факты во всем мире, которые были бы полезны для президента США в мирных переговорах. Их доклады легли в основу Четырнадцати пунктов, в которых излагалась стратегия Вильсона по достижению мира после окончания войны. Эти ученые затем были отправлены на Парижскую мирную конференцию 1919 года:1-5.
В результате обсуждений на Мирной конференции небольшая группа британских и американских дипломатов и ученых встретилась 30 мая 1919 года в отеле Majestic в Париже и решила создать англо-американскую организацию под названием «Институт международных дел», которая имела бы отделения в Лондоне и Нью-Йорке:12. Из-за изоляционистских взглядов, распространенных в американском обществе в то время, у ученых были трудности с реализацией их плана, и вместо этого они сосредоточили свое внимание на ряде осторожных встреч, которые имели место с июня 1918 в Нью-Йорке, под названием "Совет по международным отношениям. Встречи возглавлял корпоративный юрист Элиу Рут, который занимал пост госсекретаря при президенте Теодоре Рузвельте, и на них присутствовало 108 «высокопоставленных сотрудников банковских, производственных, торговых и финансовых компаний, а также многие юристы». Члены совета были сторонниками интернационализма Вильсона, но были особенно обеспокоены «влиянием войны и заключения мирного договора на послевоенный бизнес:6-7.» Здесь они увидели возможность создать организацию, которая объединит дипломатов, высокопоставленных правительственных чиновников и ученых вместе с юристами, банкирами и промышленниками с целью разработки государственной политики. 29 июля 1921 они подали свидетельство о регистрации, официально сформировав Совет по международным отношениям:17-18. В 1922 году Эдвин Ф. Гэй, бывший декан Гарвардской школы бизнеса и директор Совета по судоходству во время войны, возглавил усилия совета, чтобы начать публикацию журнала, который будет «авторитетным» источником по внешней политике. Он собрал 125 000 долларов от богатых членов совета и отправил письма с просьбой о выделении средств «тысяче самых богатых американцев». На эти средства в сентябре 1922 года был опубликован первый номер журнала Foreign Affairs, занимающегося международными отношениями:8-9.
В конце 1930-х годов Фонд Форда и Фонд Рокфеллера начали вносить большие суммы денег в Совет. В 1938 году они создали различные комитеты по международным отношениям по всей стране, финансируемые за счет гранта корпорации Карнеги. Влиятельные люди должны были быть выбраны в ряде городов, а затем собраться вместе для обсуждения в собственных сообществах, а также для участия в ежегодной конференции в Нью-Йорке. Эти местные комитеты служили для оказания влияния на местных лидеров и формирования общественного мнения для поддержки политики Совета, а также выступали в качестве «полезных пунктов для прослушивания», через которые Совет и правительство США могли «чувствовать настроение страны»:30-31.
Начиная с 1939 года и продолжаясь в течение пяти лет, Совет добился гораздо большей известности в правительстве и Государственном департаменте, учредив секретные Исследования войны и мира, полностью финансируемые фондом Рокфеллера:23. Секретность, окружающая эту группу, была такова, что члены Совета, которые не участвовали в её обсуждениях, совершенно не знали о существовании исследовательской группы:26. Она была разделена на четыре тематические группы: экономики и финансов, безопасности и вооружения, территориальную и политическую. Группу по безопасности и вооружениям возглавлял Аллен Уэлш Даллес, который позже стал ключевой фигурой в предшественнике ЦРУ — Управлении стратегических служб. В конечном итоге СМО подготовил 682 меморандума для Государственного департамента, которые были классифицированы и распространены среди соответствующих правительственных ведомств:23-26.

## ПериодХолодной войны
Критическое исследование показало, что из 502 правительственных чиновников, опрошенных с 1945 по 1972 год, более половины были членами Совета:48. Во время администрации Эйзенхауэра 40 % высших должностных лиц внешней политики США были членами СМО (сам Эйзенхауэр был членом Совета); при Трумэне 42 % высших должностей были заполнены членами Совета. Во время администрации Кеннеди это число выросло до 51 %, и достигло максимума в 57 % при администрации Джонсона:62-64.
В анонимной статье под названием «Источники советского поведения», которая появилась в Foreign Affairs в 1947 году, член исследовательской группы СМО Джордж Кеннан придумал термин «сдерживание». Эссе окажется очень влиятельным во внешней политике США для семи предстоящих президентских администраций. Сорок лет спустя Кеннан объяснил, что никогда не подозревал русских в желании напасть на Америку; он думал, что это достаточно очевидно, и ему не нужно объяснять это в своем эссе. Уильям Банди приписывал исследовательским группам СМО помощь в создании рамок мышления, которые привели к Плану Маршалла и НАТО. Из-за нового интереса к Совету, членство выросло до 1000 человек:35-39.
Дуайт Эйзенхауэр возглавлял исследовательскую группу СМО , во время нахождения на посту президента Колумбийского университета. Один из членов позже сказал: «Все, что генерал Эйзенхауэр знает об экономике, он узнал на заседаниях исследовательской группы:35-44. Исследовательская группа СМО разработала расширенную исследовательскую группу под названием „Американцы для Эйзенхауэра“, чтобы увеличить его шансы на президентство. Позднее Эйзенхауэр привлек многих членов Кабинета министров из рядов СМО и сам стал членом СМО. Его основным назначением на должность СМО был госсекретарь Джон Фостер Даллес. Даллес выступил с публичной речью в доме Гарольда Пратта в Нью-Йорке, в которой он объявил о новом направлении внешней политики Эйзенхауэра: „Нет никакой местной обороны, которая могла бы противостоять власти коммунистического мира. Местная оборона должна быть усилена дальнейшим сдерживанием массированной ответной силой.“ После этого выступления совет созвал заседание на тему „Ядерное оружие и внешняя политика“ и избрал Генри Киссинджера его главой. Киссинджер провел следующий год, работая над проектом в штаб-квартире Совета. Книга, опубликованная на основе его исследований в 1957 году, подарила ему национальное признание, возглавив списки бестселлеров:39-41.
24 ноября 1953 года исследовательская группа заслушала доклад политолога Уильяма Хендерсона о продолжающемся конфликте между Францией и вьетнамскими коммунистическими силами Хо Ши Мина, который позже стал известен как Индокитайская война. Хендерсон утверждал, что дело Хо было прежде всего националистическим по своей природе и что марксизм имел „мало общего с текущей революцией“. Кроме того, в докладе говорилось, что Соединенные Штаты могут работать с Хо, чтобы направить его движение от коммунизма. Чиновники Госдепартамента, однако, выразили скептицизм по поводу прямого американского вмешательства во Вьетнам, и идея была отвергнута. В течение следующих двадцати лет Соединенные Штаты окажутся в союзе с антикоммунистическим Южным Вьетнамом против Хо и его сторонников во Вьетнамской войне:40, 49-67.
Совет служил „питательной средой“ для таких важных направлений американской политики, как взаимное гарантированное уничтожение, контроль над вооружениями и ядерное нераспространение:40-42. В 1962 группа начала программу привлечения избранных офицеров ВВС в дом Гарольда Пратта для обучения их вместе с учеными. Армия, Флот и морская пехота просили предоставить подобные программы для своих офицеров:46. Четырёхлетнее исследование отношений между Америкой и Китаем проводилось советом в период между 1964 и 1968 годами. Одно исследование, опубликованное в 1966 году, показало, что американские граждане более открыты для переговоров с Китаем, чем их избранные лидеры. Генри Киссинджер продолжал публиковаться в Foreign Affairs и был назначен президентом Никсоном советником по национальной безопасности в 1969 году. В 1971 году он отправился в секретную поездку в Пекин, чтобы начать переговоры с китайскими лидерами. Ричард Никсон отправился в Китай в 1972 году, и дипломатические отношения были полностью нормализованы госсекретарем президента Картера, другим членом Совета, Сайрусом Вэнсом:42-44.
Война во Вьетнаме создала раскол внутри организации. Когда Гамильтон Фиш Армстронг объявил в 1970 году, что он покинет пост главы Foreign Affairs после достижения возраста 45 лет, новый председатель Дэвид Рокфеллер попросил друга семьи, Уильяма Банди, занять эту должность. Антивоенные защитники в Совете поднялись в знак протеста против этого назначения, утверждая, что ястребиная репутация Банди в Государственном и оборонном ведомствах и ЦРУ препятствовала ему взять на себя независимый журнал. Некоторые считали Банди военным преступником за его предыдущие действия:50-51.
В ноябре 1979 года, будучи председателем СМО, Дэвид Рокфеллер оказался втянутым в международный инцидент, когда он и Генри Киссинджер вместе с Джоном Макклоем и помощниками Рокфеллера убедили президента Джимми Картера через Государственный департамент принять шаха Ирана Мохаммеда Резу Пехлеви в США для лечения лимфомы. Это действие непосредственно ускорило захват американских заложников в Иране и поставило Рокфеллера под пристальное внимание средств массовой информации (особенно New York Times) впервые в его общественной жизни. В своей книге „Дневник Белого дома“ Картер написал об этом деле: „9 апреля [1979] Дэвид Рокфеллер вошел, по-видимому, чтобы побудить меня позволить шаху приехать в Соединенные Штаты. Рокфеллер, Киссинджер и Бжезинский, кажется, приняли это как совместный проект…“

## Текущий статус

### Миссия
Как указано на веб-сайте, миссия СМО заключается в том, чтобы быть „ресурсом для его членов, правительственных чиновников, руководителей предприятий, журналистов, преподавателей и студентов, гражданских и религиозных лидеров и других заинтересованных граждан, чтобы помочь им лучше понять мир и выбор внешней политики, стоящий перед Соединенными Штатами и другими странами“.
Он созывает встречи, на которых правительственные чиновники, мировые лидеры и видные члены внешнеполитического сообщества обсуждают основные международные вопросы. Его мозговой центр, Программа исследований Дэвида Рокфеллера, состоит из около пятидесяти адъюнктов и штатных ученых, а также десяти постоянных получателей ежегодных стипендий, которые охватывают основные регионы и важные вопросы, формирующие сегодняшнюю международную повестку дня. Эти ученые вносят свой вклад во внешнеполитические дебаты, давая рекомендации администрации президента, давая показания перед Конгрессом, выступая в качестве ресурса для дипломатического сообщества, взаимодействуя со средствами массовой информации, создавая книги, доклады и статьи по вопросам внешней политики.
В контексте критической теории глобального капитализма некоторые социологи выделяют СМО среди множества элитных организаций планирования или выработки политики, таких как Трёхсторонняя комиссия, и деловой круглый стол, которые, по их мнению, работают вместе с другими влиятельными субъектами капиталистического общества в погоне за общими интересами. Политолог Уильям Авилес, например, включает СМО в класс „транснациональных директивных институтов“, которые, по его утверждению, работали в тандеме с западными правительствами и международными финансовыми учреждениями, такими как Международный валютный фонд и Всемирный банк, чтобы „расширить свободную торговлю, уменьшить регулирование инвестиций транснациональных корпораций и ускорить интеграцию рынков через экономические блоки (такие как Североамериканская ассоциация свободной торговли или Европейский Союз).“

### Членство
Есть два типа членства: пожизненное и срочное членство, которое длится 5 лет и доступно для лиц в возрасте между 30 и 36 лет. Только граждане США (родившиеся или натурализованные) и постоянные жители, которые подали заявление на получение гражданства США имеют право на вступление в Совет. Кандидат на пожизненное членство должен быть выдвинут в письменном виде одним членом Совета и поддержан как минимум тремя другими. Приглашенным стипендиатам запрещается подавать заявки на членство до тех пор, пока не завершится срок их стипендии. Ежегодные взносы по состоянию на 2017 год для членов, не являющихся представителями бизнеса, варьируются от $270 до $850, а для бизнес членов — от $1,060 до $3,790. Корпоративное членство (всего 250 мест) делится на „ассоциированных“,» аффилированных "($30,000+), " президентский круг "($60,000+) и «основателей» ($100,000+). Все исполнительные члены корпораций имеют возможность услышать выдающихся ораторов, таких как президенты и премьер-министры зарубежных стран, председатели и генеральные директора транснациональных корпораций, а также официальные лица и конгрессмены США. Президент и члены премии также имеют право на другие льготы, включая посещение небольших частных обедов или приемов с высокопоставленными американскими чиновниками и мировыми лидерами.

### Программные инициативы
СМО начал программу под названием «Международные институты и глобальное управление» в 2008 году на 5 лет, финансируемую за счет гранта от Фонда Робина, направленную на определение институциональных требований для эффективного многостороннего сотрудничества в 21 веке.
Центр геоэкономических исследований им. Мориса Гринберга, возглавляемый ученым и автором Себастьяном Мэллаби, работает над тем, чтобы способствовать лучшему пониманию среди политиков, академических специалистов и заинтересованной общественности взаимодействия экономических и политических сил в мире.
Центр превентивных действий (CPA) СМО стремится помочь предотвратить, разрядить или разрешить смертельные конфликты во всем мире и расширить знания о предотвращении конфликтов. Это достигается путем создания форума, на котором представители правительств, международных организаций, неправительственных организаций, корпораций и гражданского общества могут собираться для разработки оперативных и своевременных стратегий содействия миру в конкретных конфликтных ситуациях.

### Foreign Affairs
Совет издает Foreign Affairs, «выдающийся журнал международных отношений и внешней политики США». Он также учреждает независимые целевые группы, которые объединяют экспертов с различным опытом и знаниями для совместной работы по подготовке докладов, содержащих как выводы, так и политические рекомендации по важным внешнеполитическим темам. СМО выступил спонсором более пятидесяти докладов, в том числе независимой целевой группы по будущему Северной Америки, которая опубликовала в мае 2005 года доклад № 53 под названием «Создание североамериканского сообщества».

## Позиция СМИ
В 2005 году информационное агентство Inter Press Service охарактеризовало СМО как «самый влиятельный внешнеполитический мозговой центр страны».
Совет получил трехзвездочный рейтинг (из возможных четырёх звезд) от Charity Navigator в 2016 финансовом году, измеренный их анализом финансовых данных совета и «подотчетностью и прозрачностью».

## Оппозиция СМО
Совет был предметом дебатов о суверенитете и обвинений в ненадлежащем влиянии на внешнюю политику США. Это связано, прежде всего, с количеством высокопоставленных государственных чиновников (наряду с мировыми бизнес-лидерами и видными деятелями СМИ) в его составе и большим количеством аспектов американской внешней политики, с которыми его члены были связаны. Против Совета также активно выступает ряд писателей и организаций, большинство из которых являются палеоконсерваторами. Главным аргументом критики СМО является заявленная им политическая цель глобальной интеграции. Например, Общество Джона Бёрча утверждает, что СМО «виновен в сговоре с другими с целью создания мирового правительства….». Другие фигуры, в том числе консервативных автор и политический теоретик В. Клеон Скоусен, выступали против СМО.

## Главы СМО[24]:72
- 2003 — настоящее время: Ричард Хаас
- 1985—2003: Питер Петерсон (Peter George Peterson)
- 1970—1985: Дэвид Рокфеллер
- 1953—1970: Джон Макклой[24]:10
- 1946—1953: Расселл Корнелл Леффингвелл